# Philippe Casimir de Falk
Philippe Casimir de Falck, né le 6 octobre 1730 à Hasloch (Saint-Empire), mort le 12 décembre 1822 à Strasbourg (Bas-Rhin), est un général allemand de la révolution française.

## États de service
Il entre en service le 1er juin 1747, en qualité d’enseigne dans le régiment d’infanterie de Dauphiné et il participe à la campagne de 1758 en Allemagne. Il combat à Bergen le 13 avril 1759 et à Minden le 1er août 1759. Il est chargé pendant l’hiver 1759, par le baron du Blaisel, commandant à Giessen, de la conduite des volontaires de la garnison, destinée à  éclairer la partie qu’occupe les ennemis à Marbourg. 
Le 9 août 1760, il est nommé sous-aide-major au régiment de Royal-Bavière et aide de camp du vicomte Narbonne-Pelet et il combat à Holtzdorff, et à Fritzlar du 12 au 15 février 1761. De retour en France, il est nommé aide-major le 5 avril 1762 et il sert à l’armée d’Allemagne, où il obtient le commandement d’une compagnie le 26 avril 1764.
Le 19 février 1766, il est fait major du Régiment de La Marck, puis il passe en Corse en octobre 1766 où il se distingue à la prise de Barbaggio le 16 février 1769. Il est nommé lieutenant-colonel le 16 mars 1769 et il est fait chevalier du Mérite militaire le 25 octobre 1769. 
Il est nommé colonel le 1er mars 1780 et il est retiré du service le 16 mars 1782. 
Il est promu général de brigade provisoire le 22 août 1792, à l’armée du Rhin, grade confirmé le 7 septembre 1792 et général de division provisoire le 25 mai 1793, approuvée le 30 juillet 1793, il est suspendu et arrêté le 12 août 1793.
Libéré de prison le 4 octobre 1794, il est admis à la retraite le 31 mars 1796, il se retire à Strasbourg.
Le 22 avril 1800, il devient membre du conseil d’administration de l’hôpital de Strasbourg et de 1806 à 1814, il est inspecteur des hôpitaux de cette ville, où il meurt le 12 décembre 1822. 

## Sources
- (en) « Generals Who Served in the French Army during the Period 1789 - 1814: Eberle to Exelmans »
- Thierry Pouliquen, « Les généraux français et étrangers ayant servis [sic] dans la Grande Armée » (consulté le 22 octobre 2013)
- Monsieur de la Fortelle, Fastes militaires, ou Annales des chevaliers des ordres royaux et militaires de France, imprimerie Lambert, 1779
- Étienne Charavay, Correspondance général de Carnot, tome 1, imprimerie Nationale, 1892
- (pl) « Napoléon.org.pl » [archive du 5 octobre 2013]